# Angoville-au-Plain
Angoville-au-Plain là một xã thuộc tỉnh Manche trong vùng Normandie tây bắc nước Pháp. Xã này nằm ở khu vực có độ cao trung bình 12 mét trên mực nước biển. 
Thị trấn có diện tích 5,68 km2, dân số năm 2006 là 43 người.